# Dzigowa
Dzigowa – polana w Gorcach na południowym ramieniu Kiczory. Położona jest na wysokości około 1117–1125 m n.p.m. za pasem lasu po zachodniej stronie polany Zielenica. Jest tutaj kilka polan oddzielonych od siebie wąskim pasem lasu: Zielenica, Dzigowa, Francisyna, Kułachowa i Jankówki.
Dzigowa znajduje się w obrębie wsi Łopuszna w gminie Nowy Targ, powiecie nowotarskim w województwie małopolskim. Kiedyś, podobnie jak inne polany gorczańskie była intensywnie wypasana i koszona. Z powodu nieopłacalności ekonomicznej zaprzestano już jej użytkowania i polana częściowo zarosła lasem, wskutek czego obecnie składa się z trzech polan oddzielonych wąskimi pasami drzew.
Polana znajduje się na obszarze Gorczańskiego Parku Narodowego i nie prowadzi przez nią żaden szlak turystyczny.